# بن دان
بن دان (انگلیسی: Ben Dunne؛ ۱۹ مه ۱۹۰۸ – ۱۴ آوریل ۱۹۸۳) کارآفرین اهل ایرلند بود، که در سال ۱۹۴۴ شرکت دانز استورس را تأسیس کرد.